# OCHA NORMA
OCHA NORMA（オチャ ノーマ），是日本演藝經紀公司Up-Front Agency的女子偶像品牌Hello! Project旗下的女子偶像團體。
成員由Hello! Pro研修生、Hello! Pro研修生北海道及「Hello! Project 新成員選秀會2021」中選出，於2021年12月12日結成，目前共有八名成員。

## 成員
| 姓名       | 平假名          | 生日           | 年齡 | 出生地 | 血型 | 加入日期       | 代表色   | 備註                           |
| ---------- | --------------- | -------------- | ---- | ------ | ---- | -------------- | -------- | ------------------------------ |
| 斉藤円香   | さいとう まどか | 2002年10月28日 | 22   | 埼玉縣 | O    | 2021年12月12日 | 海洋藍   | Hello! Pro研修生第29期、隊長   |
| 広本瑠璃   | ひろもと るり   | 2003年6月18日  | 22   | 廣島縣 | B    | 2021年12月12日 | 黃       | Hello! Pro研修生第30期、副隊長 |
| 米村姫良々 | よねむら きらら | 2004年4月30日  | 21   | 愛知縣 | A    | 2021年12月12日 | 義大利紅 | Hello! Pro研修生第25期         |
| 窪田七海   | くぼた ななみ   | 2004年7月23日  | 21   | 千葉縣 | A    | 2021年12月12日 | 粉紅     | Hello! Pro研修生第28期         |
| 中山夏月姫 | なかやま なつめ | 2005年7月20日  | 20   | 石川縣 | A    | 2021年12月12日 | 白       | Hello! Pro研修生第27期         |
| 西﨑美空   | にしざき みく   | 2006年4月17日  | 19   | 岡山縣 | O    | 2021年12月12日 | 紫       | Hello! Pro研修生第30期         |
| 北原もも   | きたはら もも   | 2006年8月30日  | 18   | 東京都 | A    | 2021年12月12日 | 淺綠     | Hello! Pro研修生第30期         |
| 筒井澪心   | つつい ろこ     | 2007年8月10日  | 17   | 佐賀縣 | A    | 2021年12月12日 | 皇家藍   |                                |

### 前成員
| 姓名       | 平假名記法      | 生日          | 年齡 | 出身地   | 代表色 | 加入日期       | 退出日期      | 在籍時間 | 備註                             |
| ---------- | --------------- | ------------- | ---- | -------- | ------ | -------------- | ------------- | -------- | -------------------------------- |
| 田代すみれ | たしろ すみれ   | 2005年6月16日 | 20   | 神奈川縣 | 淺紫   | 2021年12月12日 | 2025年3月11日 | 1185天   | 2024年9月5日因適應障礙活動休止。 |
| 石栗奏美   | いしぐり かなみ | 2004年4月20日 | 21   | 北海道   | 橙     | 2021年12月12日 | 2025年3月21日 | 1195天   | 2024年12月20日因恐慌症活動休止。 |

## 成員特色

### 斉藤円香
- 原為Hello! Pro研修生第29期生。
- OCHA NORMA的隊長，代表色為海洋藍（シーブルー）。
- 特技為書道準七段。
- 興趣是鑑賞迪士尼的電影與收集周邊、電視遊戲。
- 喜歡的音樂類型為J-POP、西洋樂曲、VOCALOID。
- 喜歡的運動為游泳、花式溜冰。
- 座右銘為『和顔愛語』。
- 喜歡醬油。
- 憧憬的前輩為前早安少女組。的工藤遙、BEYOOOOONDS的前田心。

### 広本瑠璃
- 原為Hello! Pro研修生第30期生。
- OCHA NORMA的副隊長，代表色為黃色（イエロー）。
- 興趣是編髮、舞蹈、雜技、儀隊表演。
- 喜歡的音樂類型為J-POP、K-POP。
- 喜歡的運動為棒球。
- 座右銘為『不到最後一刻不放棄（最後まで諦めない）』。
- 憧憬的前輩為前早安少女組。的鞘師里保、Juice=Juice的段原瑠瑠。

### 米村姫良々
- 原為Hello! Pro研修生第25期生。
- 代表色為義大利紅（イタリアンレッド）。
- 興趣是看一人電影、唱一人卡拉OK。
- 喜歡的音樂類型為J-POP。
- 座右銘為『臥薪嘗膽』。
- 憧憬的前輩為前℃-ute現為solo歌手的鈴木愛理。

### 窪田七海
- 原為Hello! Pro研修生第28期生。
- 代表色為粉紅色（ピンク）。
- 興趣是看漫畫、製作和菓子。
- 喜歡的音樂類型為J-POP(Hello! Project)、K-POP。
- 喜歡的用運動為舞蹈、羽毛球。
- 座右銘為『朝著夢想全力奔馳（夢に向かって全力疾走）』。
- 憧憬的前輩為前早安少女組。的佐藤優樹。

### 中山夏月姫
- 原為Hello! Pro研修生第27期生。
- 代表色為白色。
- 興趣是閱讀時尚雜誌、發呆。
- 喜歡的音樂類型為J-POP。
- 喜歡的運動為摔角、新體操。
- 座右銘為『夢想不會逃跑。逃跑的通常都是自己。（夢は逃げない。逃げるのはいつも自分だ。）』。
- 憧憬的前輩為早安少女組。的牧野真莉愛。

### 西﨑美空
- 原為Hello! Pro研修生第30期生。
- 代表色為紫色（パープル）。
- 興趣是聽音樂、睡覺。
- 喜歡的音樂類型為Hello! Project、西洋樂、K-POP、VOCALOID。
- 喜歡的運動為舞蹈、籃球、羽毛球。
- 座右銘為『滿懷感謝的心情（感謝の気持ち）』。
- 憧憬的前輩為前早安少女組。的佐藤優樹、BEYOOOOONDS的里吉うたの。

### 北原もも
- 原為Hello! Pro研修生第30期生。
- 代表色為淺綠色（ライトグリーン）。
- 興趣是收集桃子的周邊、畫插畫。
- 喜歡的音樂類型為J-POP。
- 喜歡的運動為舞蹈。
- 座右銘為『永遠面對著陽光（いつも太陽のほうを向いて）』
- 憧憬的前輩為前ANGERME、Country Girls的船木結。

### 筒井澪心
- 參加「Hello! Project 新成員選秀會2021」合格後加入。
- 代表色為皇家藍（ロイヤルブルー）。
- 早安家族首位佐賀縣出身的成員。
- 特技為籃球。
- 興趣是唱歌、看live影像。
- 喜歡的音樂類型是J-POP。
- 喜歡的運動為籃球、田徑。
- 座右銘為『如果你認為世界上最快樂的人是自己那麼你就是贏家!（世界一楽しんだと自分で思えれば優勝!）』
- 憧憬的前輩為Juice=Juice的段原瑠瑠、ANGERME的伊勢鈴蘭。

## 經歷

### 2021年
- 3月7日，於Zepp Tokyo舉辦的『Hello! Project 研修生發表會 2021 3月 ～Yell～』中宣布由米村姫良々・石栗奏美・窪田七海、斉藤円香4名成員構成的「ハロプロ研修生ユニット」將加入新成員並且組成新團體。
- 7月5日，於東京電視台所播出的以研修生為主的冠名節目「ハロドリ」中宣布 中山夏月姫・広本瑠璃・西﨑美空・北原もも 作為「ハロプロ研修生ユニット」新成員加入。
- 7月20日，宣布舉辦以ANGERME・Hello! Pro研修生・Hello! Pro研修生北海道為名義的共同徵選會「ハロー!プロジェクト 新メンバーオーディション2021」。
- 12月12日於Zepp Tokyo舉辦的『Hello! Project 研修生發表會 2021 12月 ～RING～』中宣布「ハロー!プロジェクト 新メンバーオーディション2021」中2名合格者 田代すみれ、筒井澪心 作為新成員加入，宣布正式成團並且發表新團名「OCHA NORMA」。

### 2022年
- 7月13日，發行第一張單曲「愛的蹲踞式起跑 / 如此喜慶的首秀！」。
- 11月30日，發行第二張單曲「命運 CHACHACHACHA～N / 地球是我們的家鄉！」。

### 2023年
- 7月26日，發行第三張單曲「感覺情緒有點不穩定?...夏 / 客廳是放鬆的好地方 ～昭和和令和很健談～ / Shake It / 選擇 ME DREAM」。

### 2024年
- 1月10日，發行第一張專輯「CHAnnel #1」。
- 9月11日，發行第四張單曲「花牌情緣 / 朋友們的星圖」。

### 2025年
- 3月11日，田代すみれ（日语：田代すみれ）畢業。
- 3月21日，石栗奏美（日语：石栗奏美）畢業。
- 8月27日，發行第五張單曲。

## 作品

### 單曲
|     | 發行日         | 單曲                                             | 中文名稱                                                                                      | Oricon週榜 | 首週銷量 | 累積銷量 | 概要                                                                  | 所屬專輯   |
| --- | -------------- | ------------------------------------------------ | --------------------------------------------------------------------------------------------- | ---------- | -------- | -------- | --------------------------------------------------------------------- | ---------- |
| 1st | 2022年7月13日  | 恋のクラウチングスタート／お祭りデビューだぜ！   | 愛的蹲踞式起跑 / 如此喜慶的首秀！                                                             | 2          | 95,548   | 106,350  | 主流出道單曲。 第一張2A單曲。 「」為電視劇『真夜中にハロー!』主題曲。 | CHAnnel #1 |
| 2nd | 2022年11月30日 | 運命 CHACHACHACHA～N／ウチらの地元は地球じゃん！ | 命運 CHACHACHACHA～N / 地球是我們的家鄉！                                                     | 2          | 74,719   | 83,459   | 第二張2A單曲。                                                        | CHAnnel #1 |
| 3rd | 2023年7月26日  |                                                  | 感覺情緒有點不穩定?...夏 / 客廳是放鬆的好地方 ～昭和和令和很健談～ / Shake It / 選擇 ME DREAM | 2          | 77,758   | 80,437   | 第一張4A單曲                                                          | CHAnnel #1 |
| 4th | 2024年9月11日  |                                                  | 花牌情緣 / 朋友們的星圖                                                                       | 4          | 73,470   | 82,997   | 第三張2A單曲。                                                        |            |

### 專輯
|     | 發行日         | 名稱       | 中文名稱   | Oricon週榜 | 首週銷量 | 累積銷量 |
| --- | -------------- | ---------- | ---------- | ---------- | -------- | -------- |
| 1st | 2024年01月10日 | CHAnnel #1 | CHAnnel #1 |            |          |          |

## 尚未音源化歌曲
- ：富士電視台戲劇『ラーメン大好き小泉さん 二代目!2022年新春SP』主題曲。

## 外部連結
- OCHA NORMA （页面存档备份，存于） 官方公式頁面
- YouTube上的OCHA NORMA
- OCHA NORMA的X（前Twitter）
- OCHA NORMA的Instagram帳戶